# 노바야 가제타
노바야 가제타(러시아어: Новая газета, '새로운 신문')는 러시아의 신문이다. 노바야 가제타는 러시아 정부에 대해 비판적이며, 체첸 분쟁 및 블라디미르 푸틴 행정부의 비리 등을 폭로했다. 모스크바에 본사를 두고 있다.

## 역사
1993년 콤소몰스카야 프라우다를 떠난 언론인, 드미트리 무라토프, 파벨 보샤노프, 아크람 무르타자예프, 드미트리 사보프 등에 의해 설립되었다. 첫 발간은 1993년 4월 1일에 이루어졌으며, 처음에는 '노바야 에제드네브나야 가제타(러시아어: Новая ежедневная газета, 일간 노바야 가제타)'란 이름으로 발간되었다.

## 위협
암살당하거나 부상당한 기자들:
- 아나스타샤 바부로바(Анастасия Бабурова) (암살)[3]
- 안나 폴릿콥스카야(Анна Политковская) (암살)[4]
- 미하일 코마로프(Михаил Комаров), 랴쟌(Рязянь) 지역 발행 노바야 가제타 부편집장 (암살 미수)[5]
- 유리 셰코치힌(Юрий Щекочихин) (심장마비로 사망, 독살설)[6]

노바야 가제타 총 편집장이자, 1999년 모스크바와 볼고돈스크 지역에서 일어났던 아파트 폭탄 테러의 공공 조사 위원회 위원이었던 유리 셰코치힌은 2003년 갑작스러운 심장마비로 사망했다. 그의 동료들은 당시 그의 건강이 활동할 수 없을 정도로 나쁜 상태가 아니었다며 독살설을 제기하였다. 실제로 그는 2000년에 발생했던 연방 정부 관리의 부패 사건을 취재하던 도중 협박 전화를 받기도 하였다.
- 세르게이 졸로프킨(Сергей Золовкин) (암살 미수)[7]
- 빅토르 포프코프(Виктор Попков) (암살)[8]
- 올레그 루리에(Олег Лурье) (암살 미수)[9]
- 이고리 돔니코프(Игорь Домников) (사망)[10]
- 스베타 오를류크(Света Орлюк) (암살)[11]

기자들에 대한 협박
- 2006년 2월 16일, 베슬란 사건을 취재중이던 취재원 옐레나 밀라시나는 익명의 사람으로부터 공격받았다.[12]
- 2006년 11월 24일, 안나 폴릿콥스카야의 암살과 북부 캅카즈 지역의 문제들을 취재하던 두 기자는 익명의 사람으로부터 살해 협박을 받았다.[13]
- 2006년 12월 22일, 베슬란 사건에 관련된 인권 운동가 리트비노비치와 밀라시나는 베슬란 학교 인질 사태 당시 국회 위원회를 비판한 것과 관련해 익명의 협박을 받았다.[12]